# 索磷布韋
索磷布韋（英語：Sofosbuvir，又称索非布韦），常用商品名索华迪（英語：Sovaldi）是一种治疗丙型肝炎的药物，口服，通常结合利巴韦林、司美匹韦、雷迪帕韦等药物共同使用。索非布韋于2007年由美国化学家、Pharmasset科学家迈克尔·J·索菲亚发现，2013年在美国获批使用，该药列于《世界卫生组织基本药物标准清单》。迈克尔·J·索菲亚因此获得2016年拉斯克临床医学研究奖。2011年吉利德科学以110亿美元收购Pharmasset。